# Etat second
Se denomina état second (‘segundo estado’, en francés) al estado de trance en el que entran algunos autores a la hora de escribir relatos, en el que se conjugan abstracción y concentración. Como resultado surgen palabras tempestuosas e improvisadas. Julio Cortázar es un ejemplo de autor arrebatado por este estado. Según él, se trataba del «momento de máxima plenitud creativa».